# Vegas Golden Knights
Vegas Golden Knights is een Amerikaanse professionele ijshockeyorganisatie uit Las Vegas, Nevada. Vanaf het seizoen 2017-2018 komt de club uit in de National Hockey League.

## Ontstaan
In 2015 maakte de NHL bekend dat ze bereid waren een nieuw team toe te laten tot de competitie. Geïnteresseerden moesten zich melden met een plan van aanpak waarin zij een stad voorstelden om een nieuw team in op te richten. In de plannen moest onder andere een haalbaar financieel plan, een stad met een grote potentiële achterban en een bruikbaar stadion aangetoond worden. Quebec in Canada en Las Vegas waren de meest serieuze kandidaten. Bill Foley, een zakenman en ijshockeyliefhebber uit Texas richtte Black Knight Sports & Entertainment op waarmee hij een poging deed een ijshockeyteam in Las Vegas op te richten. Hij is zelf ook de grootste financier van het Las Vegas ijshockey project.
In juni 2016 maakte de NHL bekend dat Las Vegas was verkozen als nieuwe speelstad die toegelaten zou worden tot de NHL vanaf het seizoen 2017-2018. Het is het eerste keer dat een professionele sportorganisatie uitkomend in een van de traditionele grote Amerikaanse sporten (honkbal, ijshockey, American football, basketbal) zich vestigt in Las Vegas.
In november 2016 werd bekend dat de nieuwe club de Vegas Golden Knights ging heten. De club gaat spelen in de T-Mobile Arena in Paradise, Nevada, op de beroemde Las Vegas strip.
De eerste wedstrijd van de Golden Knights was een uitwedstrijd tegen de Dallas Stars op 7 oktober 2017. De wedstrijd werd met 2-1 gewonnen door de club uit Las Vegas. De eerste goal ooit voor het team werd gescoord door James Neal.

## Vroeg succes
Meteen in het eerste jaar behaalden de Golden Knights de play-offs voor de Stanley Cup. Het team eindigde als 5e van alle teams en beste van hun divisie.
In de eerste ronde werden de Los Angeles Kings met 4 overwinningen op rij verslagen.

In de 2de ronde werden de San Jose Sharks verslagen met 4 overwinningen en 2 verliezen.

In de Conference Finals wonnen ze van de Winnipeg Jets 4-1.

In de Stanley Cup Final verloren ze in 5 wedstrijden (4-1) van de Washington Capitals.
Ook in het tweede jaar van hun bestaan wisten de Golden Knights de playoffs te halen. Na een 3-1 voorsprong in de best-of-seven serie tegen de San Jose Sharks werden ze echter met 4-3 verslagen in de eerste ronde. In de beslissende wedstrijd stonden ze op een comfortabele voorsprong van 0-3 met nog 10 minuten op de klok. echter scoorde het team uit Californië 4 keer, en kwamen op voorsprong. Alhoewel de Golden Knights nog wisten te zorgen voor overtime, waren de San Jose Sharks toch te sterk.
In 2023 behaalden de Golden Knights hun eerste Stanley Cup. Dit gebeurde na een 4-1 overwinning in wedstrijden tegen de Florida Panthers.
Doordat de club pas 6 jaar bestaat is dit de club die het snelste in zijn bestaan de Stanley Cup heeft gewonnen.

## Selectie

### Huidige selectie
Bijgewerkt tot 16 oktober 2021 
| #  | Naam                  | Nationaliteit    | Pos. |
| -- | --------------------- | ---------------- | ---- |
| 28 | William Carrier       | Canada           | LW   |
| 63 | Evgenii Dadonov       | Rusland          | RW   |
| 21 | Brett Howden          | Canada           | C    |
| 26 | Mattias Janmark       | Zweden           | C    |
| 71 | William Karlsson      | Zweden           | C    |
| 55 | Keegan Kolesar        | Canada           | RW   |
| 15 | Jake Leschyshyn       | Verenigde Staten | C    |
| 81 | Jonathan Marchessault | Canada           | C    |
| 67 | Max Pacioretty        | Verenigde Staten | LW   |
| 41 | Nolan Patrick         | Canada           | C    |
| 46 | Jonas Rondbjerg       | Denemarken       | RW   |
| 10 | Nicolas Roy           | Canada           | C    |
| 19 | Reilly Smith          | Canada           | RW   |
| 20 | Chandler Stephenson   | Canada           | C    |
| 61 | Mark Stone            | Canada           | RW   |
| 89 | Alex Tuch             | Verenigde Staten | RW   |
| 52 | Dylan Coghlan         | Canada           | D    |
| 14 | Nicolas Hague         | Canada           | D    |
| 23 | Alex Martinez         | Verenigde Staten | D    |
| 3  | Brayden McNabb        | Canada           | D    |
| 7  | Alex Pietrangelo      | Canada           | D    |
| 27 | Shea Theodore         | Canada           | D    |
| 2  | Zach Whitecloud       | Canada           | D    |
| 39 | Laurent Brossoit      | Canada           | GK   |
| 90 | Robin Lehner          | Zweden           | GK   |

## Play-off optreden
- 2018 - Stanley Cup Final wedstrijd 6 tegen de Washington Capitals
- 2019 - Eerste ronde wedstrijd 7 tegen de San Jose Sharks

## Prijzen
Clarence S. Campbell Bowl - 2018
Stanley Cup - 2023 